# Athol (Idaho)
Athol – miasto w Stanach Zjednoczonych, w stanie Idaho, w hrabstwie Kootenai.